# Sowjetisches Ehrenmal (Kleinmachnow)

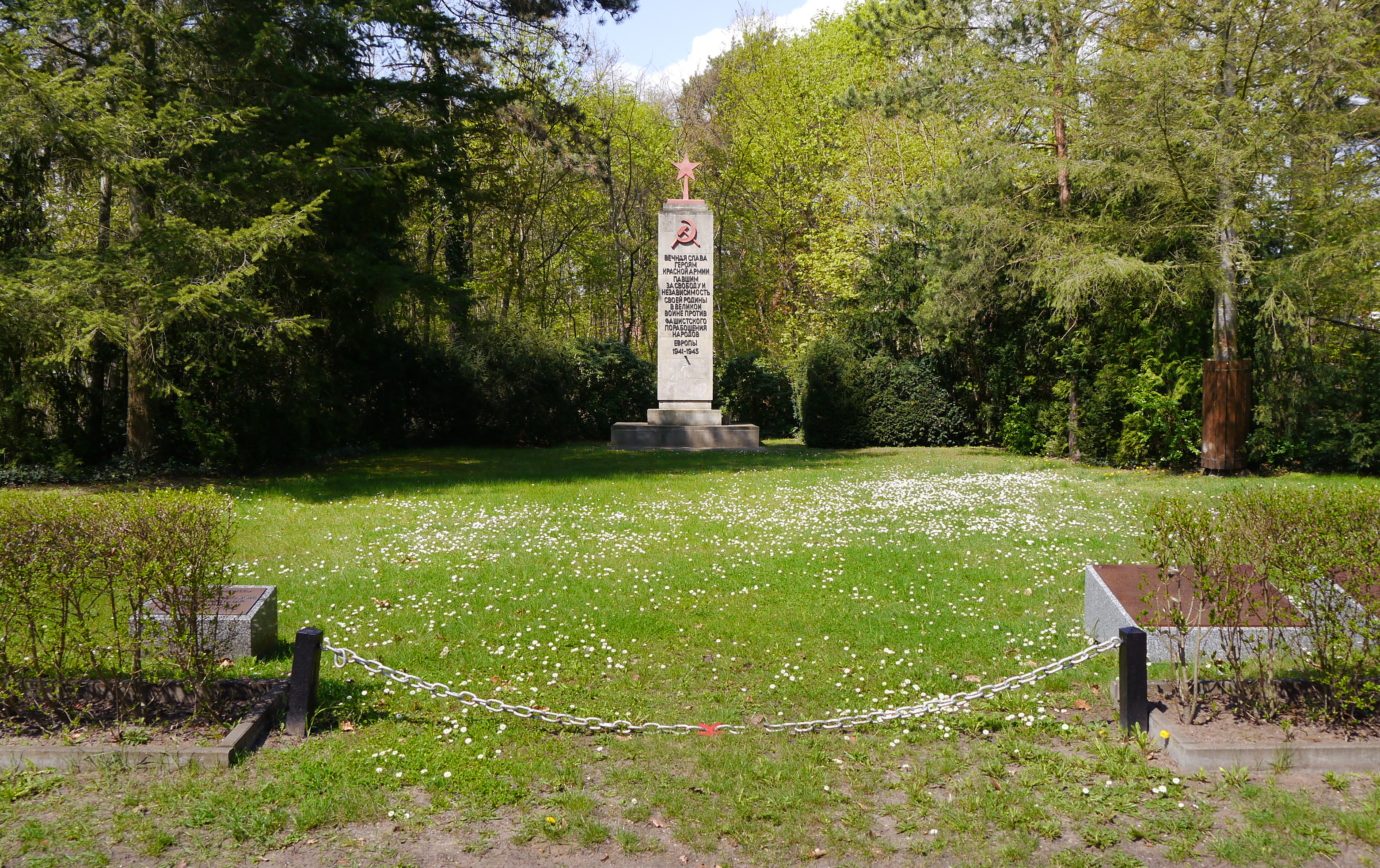
Blick auf das Ehrenmal, 2013

Das Sowjetische Ehrenmal in der Brandenburger Gemeinde Kleinmachnow bei Berlin wurde am 20. Juli 1946 eingeweiht. Verantwortlich für den Bau war Willi Ernst Schade.
Ursprünglich war auf der Vorderseite ein Metallkranz befestigt, der jedoch als verschollen gilt. Zudem wurde das Ehrenmal in den letzten Jahren Opfer von Vandalismus.
Insgesamt sind auf dem Gelände 104 Soldaten der Roten Armee bestattet, sie fielen in den Kämpfen um Berlin zwischen dem 22. April und 2. Mai 1945. 41 Namen von Soldaten konnten mit Hilfe des örtlichen Heimatvereins Kleinmachnow ermittelt werden. Ihre Namen wurden 2012 an einer Tafel angebracht.